# 所 (機関)
所（ところ）は、前近代の日本において、特定の機能を果たす場所・機関を指して称したもの。

## 概要
本来は「一区画が高く平らになっている場所」を指し、転じてある特定の条件を有した区域や何らかの機能を持つ場所・機関を指すようになった。
古墳時代の「ところ（所）」は、「やけ（宅）」と同じように、堀や垣、その他仕切りで区切られた区画内にある施設を有したと考えられている。「田荘」・「別業」をそれぞれ「たどころ」「なりどころ」と読ませたのもこうした考え方によるものとみられている。奈良時代に入ると、官司などの下に特定の業務を行わせる場所・機関の意味での「所」が登場する。例えば、内舎人や内豎が詰め、後に監督する機関となった内舎人所や内豎所、東大寺の造寺司である造東大寺司に存在していたことが知られている「造仏所」「写経所」「造瓦所」がある。
平安時代に入ると、弘仁元年（810年）に令外官として設けられた蔵人所をはじめ、9世紀から10世紀にかけて様々な「所」と称される臨時的な行政機関・天皇家の家政機関が登場するようになる。御厨子所・和歌所・楽所・撰国史所・率分所・記録所・造館舎所などがこれにあたる。これらの所は代表者である別当をはじめとして職員は本来太政官をはじめ他の官司に属する者が兼任して所の職務にあたった。これら、他職を兼務して実務にあたる職員を勾当という。特に別当を定める人事は特に所宛と呼ばれる儀式として行われた。なお、『西宮記』（巻8）および『拾芥抄』（中巻）には「所々」として24の機関が例示されている（なお、校書殿や贄殿・納殿のように「所」ではなく、「殿」と称された「所」と同様の意味合いを持つ機関も含まれている）。また、諸国の国衙においてもこれに準じて留守所・税所などの行政機関が設置された。
また、中宮や皇親、公卿などの院宮王臣家の家政機関においても様々な所が設置された。本来院宮王臣家の家政機関として設置された政所や侍所、荘園における本所・預所はその代表的な例である。また、公卿でもあった鎌倉殿（源頼朝）の家政機関として置かれた政所（公文所）・侍所・問注所は、後に頼朝が樹立した鎌倉幕府の行政機関としての役割を担うようになった。